# Толо
Толо (итал. Tollo) је насеље у Италији у округу Кјети, региону Абруцо.
Према процени из 2011. у насељу је живело 3093 становника. Насеље се налази на надморској висини од 154 м.

## Становништво
Према резултатима пописа становништва 2011. у општини је живело 4.071 становника.
| 1936. | 1951. | 1961. | 1971. | 1981. | 1991. | 2001. | 2011. |
| ----- | ----- | ----- | ----- | ----- | ----- | ----- | ----- |
| 4.145 | 4.555 | 4.582 | 4.333 | 4.155 | 4.130 | 4.171 | 4.071 |